# Стоуні-Крік (Вірджинія)
Стоуні-Крік (англ. Stony Creek) — місто (англ. town) в США, в окрузі Сассекс штату Вірджинія. Населення — 209 осіб (2020).

## Географія
Стоуні-Крік розташоване за координатами 36°56′53″ пн. ш. 77°24′0″ зх. д. / 36.94806° пн. ш. 77.40000° зх. д. (36.948010, -77.400067).  За даними Бюро перепису населення США в 2010 році місто мало площу 1,49 км², уся площа — суходіл.

## Демографія
Згідно з переписом 2010 року, у місті мешкало 198 осіб у 85 домогосподарствах у складі 54 родин. Густота населення становила 133 особи/км².  Було 108 помешкань (72/км²).
Расовий склад населення:
| - 71,7 % — білих - 26,8 % — чорних або афроамериканців |

До двох чи більше рас належало 1,0 %. Частка іспаномовних становила 3,0 % від усіх жителів.
За віковим діапазоном населення розподілялося таким чином: 18,7 % — особи молодші 18 років, 58,1 % — особи у віці 18—64 років, 23,2 % — особи у віці 65 років та старші. Медіана віку мешканця становила 48,5 року. На 100 осіб жіночої статі у місті припадало 94,1 чоловіків;  на 100 жінок у віці від 18 років та старших — 106,4 чоловіків також старших 18 років.
Середній дохід на одне домашнє господарство  становив 63 532 долари США (медіана — 52 500), а середній дохід на одну сім'ю — 76 630 доларів (медіана — 78 000). За межею бідності перебувало 30,0 % осіб, у тому числі 59,5 % дітей у віці до 18 років та 6,5 % осіб у віці 65 років та старших.
Цивільне працевлаштоване населення становило 76 осіб. Основні галузі зайнятості: роздрібна торгівля — 27,6 %, транспорт — 15,8 %, мистецтво, розваги та відпочинок — 11,8 %, публічна адміністрація — 7,9 %.